# Alexandru Marc
Alexandru Traian Marc (n. 16 ianuarie 1983, Brașov, România) este un jucător român de fotbal retras din activitate. Din anul 2010, evoluează la echipa CFR Cluj. Și-a început cariera în 2002 la FC Brașov. În 2005 se transferase la FC Politehnica Iași, unde a jucat însă rar.